# Aminoglikozid
Aminoglikozid je molekula koja sadrži šećernu skupinu i aminoskupinu.
Nekoliko spojeva aminoglikozida djeluju kao antibiotici, koji su djelotvorni protiv određenih bakterija: amikacin, gentamicin, kanamicin, neomicin, netilmicin, paromomicin, rodostreptomicin, streptomicin, tobramicin i apramicin. 
Antraciklini su također skupina aminoglikozida, koja se koriste u medicini kao kemoterapijska sredstva.
Aminoglikozidi djeluju tako, što na različite načine inhibiraju sintezu proteina bakterije.